# جيرار لومير
جيرار لومير (بالفرنسية: Gérard Lemaire )‏ (و. 1947 – م) هو منتج راديو ‏، وممثل، ومقدم برامج إذاعية، من فرنسا، ولد في ليل.

## وصلات خارجية
- جيرار لومير على موقع IMDb (الإنجليزية)
- جيرار لومير على موقع ألو سيني (الفرنسية)
- جيرار لومير على موقع أول موفي (الإنجليزية)
- جيرار لومير على موقع قاعدة بيانات الفيلم (الإنجليزية)
- جيرار لومير على موقع كينوبويسك (الروسية)